# Larisa Turtjinskaja
Larisa Turtjinskaja (ryska: Лариса Турчинская), född den 29 april 1965 som Larisa Nikitina i Kostroma, är en rysk före detta friidrottare som tävlade i mångkamp. 
Hon deltog vid VM 1987 i Rom där hon blev silvermedaljör efter Jackie Joyner-Kersee.
Vid en tävling 1989 i Brjansk noterade hon 7 007 poäng i sjukamp. Det var det näst bästa resultatet någonsin efter Jackie Joyner-Kersees världsrekord på 7 291 poäng. Det gällde som europarekord fram tills Carolina Klüft noterade 7 032 poäng vid VM i Osaka 2007. Hon blev avstängd för dopning efter tävlingarna vid Goodwill Games 1990 efter att ha testats positivt för amfetamin.
Larisa Turtjinskaja var gift med body buildern, skådespelaren och TV-underhållaren Vladimir Turtjinskij (1963–2009).
Hon bor i Melbourne, Australien sedan 1996 och tränar många unga australiska idrottsutövare.

## Personliga rekord
- Sjukamp – 7 007 poäng (1989)